# Capsule
Capsule (v katakaně カプセル, někdy psáno velkými písmeny jako CAPSULE) je název japonského elektronického dua, jehož členy jsou DJ Jasutaka Nakata a zpěvačka Tošiko Košidžima. Skupina byla založena v roce 1997 a dodnes vydala šestnáct studiových alb, 3 kompilace, 18 digitálních singlů, 7 hlavních singlů a 10 12″ singlů a 1 remixové album.

## Diskografie
- High Collar Girl (2001)
- Cutie Cinema Replay (2003)
- phony phonic (2003)
- S.F. sound furniture (2004)
- Nexus-2060 (2005)
- L.D.K. Lounge Designers Killer (2005)
- Fruits Clipper (2006)
- Sugarless Girl (2007)
- Flash Back (2007)
- More! More! More! (2008)
- Player (2010)
- World of Fantasy (2011)
- Stereo Worxxx (2012)
- Caps Lock (2013)
- Wave Runner (2015)
- Metro Pulse (2022)